# Cieśnina Hudsona
     Nunavut
     Grenlandia
     Quebec
     Nowa Fundlandia i Labrador
     Manitoba
     Ontario

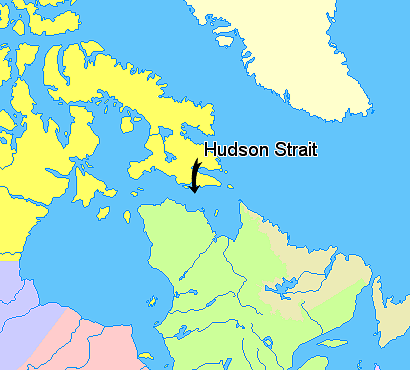
Cieśnina Hudsona, Kanada.
Nunavut
Grenlandia
Quebec
Nowa Fundlandia i Labrador
Manitoba
Ontario

Cieśnina Hudsona (ang. Hudson Strait, fr. Détroit d'Hudson) – cieśnina, łącząca Zatokę Hudsona z Morzem Labradorskim, stanowiącym północno-zachodnią część Oceanu Atlantyckiego. Od północy ogranicza ją Ziemia Baffina, a od południa półwysep Labrador.
Do Cieśniny Hudsona zalicza się również akweny zatoki Ungawa oraz płytkowodny Basen Foxe’a łączący się z właściwą Cieśniną Hudsona przez cieśninę Foxe’a. Długość Cieśniny Hudsona od jej początku do połączenia z Zatoką Husona wynosi około 430 Mm, do północno-zachodnich krańców Basenu Foxe’a - około 630 Mm. Szerokość jest zmienna, w najwęższych miejscach wynosi około 50-70 Mm. Głębokości silnie zróżnicowane, większe (około 600 m) we wschodniej części, mniejsze (200-350 m) w zachodniej części.
Wody Cieśniny Hudsona w warstwie powierzchniowej są silnie wysłodzone, przy czym stopień wysłodzenia rośnie ku zachodowi (około 28 PSU na powierzchni przy wejściu do Zatoki Hudsona). Zasolenie wód powierzchniowych wykazuje silne zróżnicowanie sezonowe - najmniejsze jest na początku - pełni lata, wzrasta w końcu lata i jesienią, co stanowi efekt wyprowadzania przez Cieśninę Hudsona wód rzecznych i wód roztopowych z Zatoki Hudsona i jej zlewiska. Temperatura wód powierzchniowych w okresie letnim jest stosunkowo wysoka (3-5 °C w zachodniej części, 1-3 °C we wschodniej), jednak znacznie niższa od temperatury wód w Zatoce Hudsona. W głębszych warstwach wód cieśniny zasolenie wzrasta, przekraczając 32-34 PSU, temperatura w ciągu całego roku pozostaje ujemna.
W okresie zimowym (przeciętnie listopad-maj) Cieśnina Hudsona jest niemal w całości pokryta ciężkim (1-2 m) lodem morskim uniemożliwiającym żeglugę. Jeszcze w sierpniu-wrześniu w zachodniej części cieśniny występują dryfujące lody morskie wyprowadzane z Basenu Foxe’a i Zatoki Hudsona. We wschodniej części cieśniny stosunkowo często spotyka się góry lodowe, wnoszone tam z Morza Labradorskiego. W Cieśninie Hudsona występują bardzo silne prądy pływowe i wysokie pływy - syzygijny skok pływu w Basenie Foxe’a dochodzi do 6-9 m, w zachodniej części cieśniny - 2,5-3,5 m, w zatoce Ungava - 9,5-12,5 m.
Klimat subarktyczny: lato krótkie, chłodne (4-6 °C, z chwilowymi wzrostami temperatury do kilkunastu °C), deszczowe, zima bardzo ostra (-13 do -22 °C), nieco mniej pochmurna, wietrzna.
Przez Cieśninę Hudsona prowadzi ważny, ale trudny pod względem nawigacyjnym, szlak żeglugowy do Zatoki Hudsona, do portu Churchill. Szlakiem tym wywozi się głównie kanadyjską pszenicę. Trasa ta, ze względu na lody, może być wykorzystywana przeciętnie od początku trzeciej dekady lipca do końca drugiej dekady października. Na brzegach Cieśniny Hudsona nie ma, poza rzadko rozsianymi, małymi osiedlami eskimoskimi, portów i przystani.